# Claartje Janse
Claartje Janse (Breda, 23 december 1988) is een Nederlands actrice.

## Levensloop
Ze is vooral bekend geworden door haar rol van Sofie Rodenmaar in de bekende jeugdserie Het Huis Anubis en de tweede film van deze serie, Anubis en de wraak van Arghus. 
Verder speelde ze in 2003-2004 de rol van Louisa in de musical van The Sound of Music.
Janse groeide op in Breda. Daar bezocht ze het Stedelijk Gymnasium.

## Filmografie

### Film
- 2009: Anubis en de wraak van Arghus, als Sofie Rodenmaar

### Televisie
- 2009: Het Huis Anubis, als Sofie Rodenmaar